# Organization for Flora Neotropica
La Organización para la Flora Neotrópica, (Organization for Flora Neotropica) (OFN) es una organización que tiene como objetivo proporcionar una lista publicada de las flora de las zonas neotropicales. La organización fue fundada en 1964. La secretaría tiene su sede en el Jardín Botánico de Nueva York.
La OFN revela información sobre la flora del neotrópico mediante la publicación de la serie Flora Neotrópica. Se trata de una serie de monografías , que además de las plantas vasculares también incluye musgos, hongos y líquenes. La organización también está involucrada en el apoyo a los botánicos en la obtención de las facilidades que necesitan para su trabajo, el establecimiento de alianzas entre institutos botánicos en el mundo dedicado a la investigación sobre la flora neotropical, lo que facilita la formación de los  futuros investigadores, reforzando la posición local de los herbarios en Centroamérica - y América del Sur , y la promoción de la protección de la vegetación natural en el neotrópico. Cada año, la OFN organiza una reunión.
Los científicos de la OFN están asociados incluyen a: Frank Almeda, Pieter Baas, Brian Boom, Armando Carlos Cervi, Thomas Croat, Thomas Daniel, Gerrit Davidse, Robert Dressler, Christian Feuillet, Jean-Jacques de Granville, Robbert Gradstein, Sandra Knapp, Peter Møller Jørgensen, Gwilym Lewis, Paul Maas, Scott Mori, Ghillean Prance, Peter Raven, Susanne Renner, Laurence Skog, Carmen Ulloa Ulloa, Dieter Wasshausen, Maximilian Weigend en Marga Werkhoven.